# Chino hakka
El hakka o kejia (en chino, 客家话; pinyin, ''kè jiā huà; Pha̍k-fa-sṳ: Hak-kâ-va / Hak-kâ-fa) es uno de los principales idiomas de las lenguas siníticas hablado principalmente en el sur de China por el pueblo hakka.
Debido a su uso en regiones aisladas, donde la comunicación se limita al ámbito local, el idioma hakka ha desarrollado numerosas variantes o dialectos que se hablan en Guangdong, Fujian, Jiangxi, Guangxi, Sichuan, Hunan y Guizhou, incluyendo las islas de Hainan en China y Taiwán. El hakka no es entendible con el mandarín, wu, minnan ni la mayoría de las variantes del idioma chino.
Hay una diferencia de pronunciación entre el hakka de Taiwán y el dialecto de los hakka de China continental. El dialecto hakka más representativo es el dialecto moiyan (梅县, pinyin: Meixian). A principios del siglo XX el hakka se escribía por misioneros cristianos en un alfabeto llamado pha̍k-fa-sṳ
En Taiwán se ha propuesto un proyecto de Ley para que sea una de las «lenguas nacionales» en la República de China. Es una de las lenguas oficiales para los anuncios de transporte público en la República de China ; el gobierno taiwanés patrocina el idioma hakka en la televisión para preservar la lengua. El Departamento Provincial de Educación de Guangdong creó una romanización oficial del dialecto Meixian del hakka en 1960, uno de los cuatro idiomas que recibió este estatus en Guangdong, se llama Kejiahua Pinyin Fang'an.

## Aspectos históricos, sociales y culturales

### Etimología
El nombre del pueblo hakka, que son los predominantes hablantes nativos originales en este idioma «familias de acogida», en (mandarín: 客 kè) significa visitante (mandarín: 家 jiā) significa familia. En el idioma Hakka hay distintas denominaciones, una de ellas significa "Lengua materna de Guangdong", aunque el idioma mayoritario de Guangdong es el chino yue.
La Wikipedia en este idioma usa el alfabeto latino. En este momento este idioma está en vías de extinción en Taiwán.

### Historia
El pueblo hakka tiene su origen en varios episodios de migración desde el norte al sur de China durante los períodos de guerra y disturbios civiles. Los antepasados de los hakka vinieron de las actuales provincias de Henan y Shaanxi, y trajeron con ellos diferentes formas del chino hablado. (Desde entonces, el habla en esas regiones se ha convertido en los dialectos del mandarín moderno.) Muchos rasgos del idioma hakka moderno, incluyendo las consonantes finales-p-t-k, se encuentran en otras lenguas modernas del sur de China como en el yue (cantonés), pero se han perdido en el norte de China, como en el mandarín.

### Dialectos
El idioma hakka tiene varios dialectos regionales, como los de los distritos de Meixian, Pingyuan 平远, Dabu 大埔, Jiaoling 蕉岭, Xingning 兴宁, Wuhua 五华, y Fengshun 丰顺. Cada uno se dice que tiene sus propios puntos especiales fonológicos. Por ejemplo, el Xingning no tiene rima que termina en [m] o [p]. Estos se han fusionado en las rimas [n] y [t], respectivamente. Más allá de Meixian, el dialecto de Hong Kong no tiene la [-u-] media, de modo que mientras que el dialecto Meixian pronuncia la 光 carácter [kwɔŋ˦], en Hong Kong el dialecto hakka lo pronuncia como [kɔŋ˧], que es similar al hakka hablado en la vecina Shenzhen.
Igual que las consonantes finales y las vocales, los tonos varían también en los dialectos hakka. La mayoría de los dialectos hakka tienen seis tonos, tipificados por el dialecto Meixian. Sin embargo, hay dialectos que han perdido todos sus tonos Ru Sheng, y las palabras originalmente de esta clase de tono se distribuyen a través de la no-tonos Ru. Este dialecto es Changting 长汀 que está situado en la provincia de Fujian occidental. 
El Hoi-LIUK (Hailu 海陆), un dialecto hakka, se encuentra en Taiwán. Este dialecto en particular contiene consonantes postalveloares ([ʃ], [ʒ], [tʃ], etc), que no suelen encontrarse en otros idiomas chinos.

## Descripción lingüística

### Comparación léxica
Los numerales en diferentes variedades de chino hakka son:
| GLOSA | Hakka de Guangdong (Meixian) | Hakka de Jiangxi (Shangyou) | Hakka de Fujian (Liancheng) | Hakka de Guangxi (Hezhou) | PROTO- HAKKA |
| ----- | ---------------------------- | --------------------------- | --------------------------- | ------------------------- | ------------ |
| '1'   | it1                          | ie55                        | i35                         | jot5                      | *jit5        |
| '2'   | ŋi53                         | ni55                        | ŋ11                         | ŋ214                      | *ŋi5         |
| '3'   | sam44                        | sã24                        | sa33                        | θam52                     | *sam53?      |
| '4'   | si53                         | sɿ11                        | si32                        | θi45                      | *si?         |
| '5'   | ŋ31                          | ŋ42                         | aŋ51                        | m24                       | *m̩~ŋ̩         |
| '6'   | liuk1                        | tiu55                       | tiuʔ5                       | luk214                    | *ljuk5       |
| '7'   | tsʰit1                       | tɕʰie55                     | tsʰi35                      | tʰot5                     | *tsʰit5      |
| '8'   | pat2                         | pa55                        | pa35                        | pat34                     | *pat35       |
| '9'   | kiu31                        | tɕiu42                      | kjau51                      | tʃou55                    | *kjau51      |
| '10'  | sep5                         | se55                        | ʂʅəʔ5                       | ʃop214                    | *ʂip5        |

## Medios de comunicación

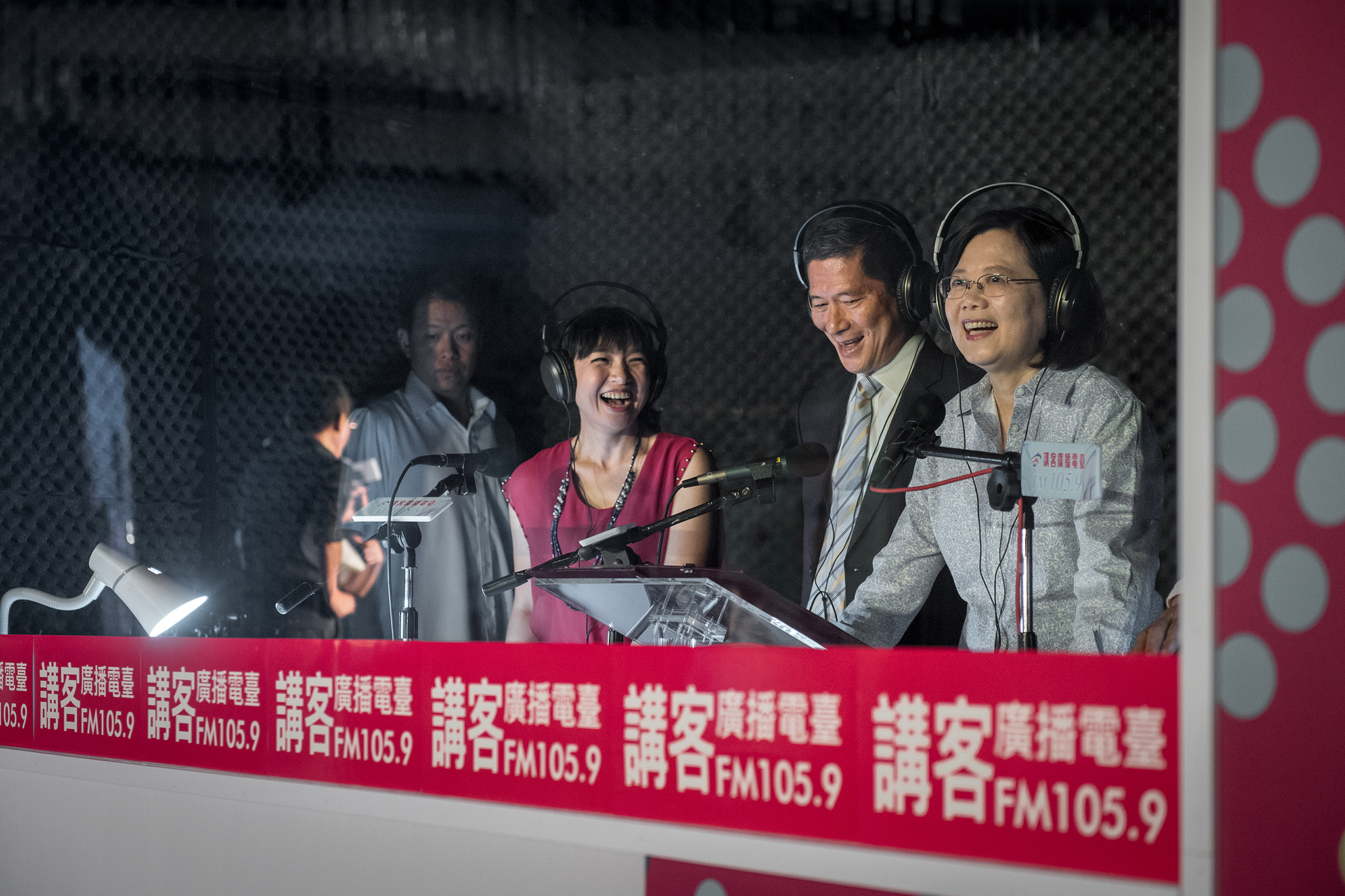
La presidenta taiwanesa Tsai Ing-wen, de ascendencia hakka, aparece en una radio en hakka para un discurso

Hakka TV es un canal de televisión público, principalmente en idioma hakka de Taiwán que comenzó en 2003. En China continental, el canal público Hakka de Meizhou Televisions (梅州电视台客家公共频道) transmite las 24 horas del día en hakka desde 2006.